# هزل
هَزْل در ادبیات،در فرهنگ دهخدا به معنی شوخی، طنز و هجو است.
در فرهنگ کارگاهی ساختمانی به معنای شوخی جنسی است}}

## ریشه‌شناسی
هزل واژه‌ای عربی است و معنی آن مزاح و بیهوده‌گویی است. در انگلیسی Facetiousness، فرانسوی Facétieux و در لاتین Facetiae گفته می‌شود. هزل با ریشهٔ عربی، با کعِب و هذیان و سخریه هم‌معناست. در آیه ۱۴ سورهٔ الطارق، به این معنا آمده‌است: و ما هو بالهزل که گفته‌اند: «ای لیس بهذیان» یا «و ما هو باللّعب» و «ای لیس بالسُّخریة». معجم المصطلحات هزل را چنین تعریف کرده است: القول الخالی‌عن نِيَّةٍ، فلا يراد باللفظ معناه، لا الحقيقی، ولا المجازی. و من شواهده: انّه لقول الفصل ، و ما هو بالهزل (الطارق: 13 - 14) ومن شواهده حديث ‏أبی‌هُریره: "‏ثَلَاثٌ جِدُّهُنَّ جِدٌّ، وهَزْلُهُنَّ جِدٌّ : النِّكَاحُ، والطَّلَاقُ، والرَّجْعَةُ" أبو داود :2194.

## تعریف ادبی
حسین واعظ کاشفی در «بدایع الافکار فی صنایع الاشعار»، هزل را الفاظی دانسته که از نظر عقل درست و دقیق نباشد و تنها مایهٔ تفریح خاطر شود. مولانا جلال‌الدین محمد بلخی در دفتر چهارم مثنوی سروده که مضمونش این است: هزل با اینکه ظاهر زشت و شرم‌آور دارد، در باطن نتیجه‌ای اخلاقی-اجتماعی می‌تواند داشته باشد یا تنبیهی:
| هزل تعلیم است آن را جِد شنو |  | تو مشو بر ظاهر هزلش گرو |
| هر جِدّی هزل است پیش هازلان  |  | هزل‌ها جِد است پیش عاقلان |

## هزل فارسی
عبید زاکانی، اثیرالدین اخسیکتی، سوزنی سمرقندی، مختاری غزنوی، انوری، شهاب ترشیزی، فوق الدین یزدی(فوقی یزدی)، خاکشیر اصفهانی، مکرم اصفهانی و ایرج میرزا شاعران فارسی‌زبانی بودند که به هزل می‌پرداختند. در تذکره‌های فارسی نوشته‌شده در دوره سدهٔ دهم تا دوازدهم هجری، مانند: تحفهٔ سامی از سام میرزا صفوی، هفت اقلیم از امین احمد رازی، نصرآبادی از میرزا محمدطاهر نصرآبادیآتشکده از آذر بیگدلی نمونه‌های بسیاری از هزل دیده می‌شود.

سنایی را نخستین شاعری دانسته‌اند که سخن از هزل می‌گوید و آگاهانه این نوع شعر را در مفهومی جدا به کار می‌برد؛ حال آنکه هجو نیز می‌سروه است:
| هزل من هزل نیست تعلیم است |  | بیت من بیت نیست اقلیم است |

سعدی در ابتدای خبیثات و مجالس الهزل دربارهٔ انگیزه‌اش از هزل‌سرایی نوشته‌است: «مرا ملزم کردند بعضی از بزرگان که تصنیف کنم برای ایشان کتابی در هزل به شیوهٔ سوزنی، من به ایشان جواب ندادم پس مرا تهدید کردند به کشتن. پس به خاطر آن پاسخ دادن امر او را و سرودم این بیت‌ها و من پناه می‌برم به خداوند بلندمرتبه از برای سرودن این هزلیات. این فصلی است به شیوهٔ هزل و این شیوه را بزرگان فضل ایراد نمی‌گیرند. برای اینکه هزل در کلام مانند نمک در غذاست. این کتاب مطایبه است و از خداوند توفیق می‌خواهم.»
عطار نیشابوری نیز گویا از هزل گریزان بوده‌است و بیتی دارد «شعر مدح و هزل گفتن هیچ نیست/شعر حکمت به که در وی پیچ نیست.» عبید زاکانی در ابتدای رسالهٔ دلگشا نوشته‌است: «چنین گوید مؤلف این رساله… که فضیلتِ نُطق که شرفِ انسان بدان منوط است بر دو وجه است: یکی جد و یکی هزل، و رحجان جد بر هزل از بیان و برهان مستغنی است و چنان‌که جدِّ دایم موجب ملال خاطر می‌باشد، هزل دایم نیز سبب استخفاف و کسرِ عرض می‌شود و قدما گفته باشند: جدِّ همه‌سال جان مردم بخورد/ هزلِ همه‌روزه آبِ مردم ببرد. اما اگر ارباب لطف از بهر دفعِ ملال و تفریح بال چنان‌که حکما فرموده‌اند که الهزلُ فی الکلام کالمِلحِ فی الطعام؛ زمانی به مطالعه نوعی از هزل ملتفت شوند و قول شاعر ر.ک. می‌گوید:
| گرچه توحید و بیان در کار است |  | قدری هم هذیان در کار است |

اعتبار کنند و کار فرمایند. همانا معذور باشند و بزرگان در این معنیِ این مقدار جایز داشته‌اند.»
او در رسالهٔ صدپند نیز یادآوری می‌کند: «هزل را خوار مدارید و در هزلیان به چشم حقارت منگرید.» .